# Prolapse genital femení
El prolapse genital femení o prolapse vaginal es caracteritza per un descens de la part interior de la vagina. El trastorn apareix habitualment després del part, a causa del debilitament dels músculs del sòl pelvià. Les seves causes poden ser el part, per esquinçament o distensió, la menopausa, per la disminució d'estrògens i excepcionalment per debilitat congènita de lligaments. Els símptomes són: dolor al baix ventre, sensació d'un cos estrany intrapèlvic, incontinència urinària, trastorns rectals (restrenyiment, incontinència...) i dificultat en relacions sexuals.

## Tipus
- De la paret anterior
  - Uretrocele
  - Cistocele
- De la pared posterior
  - Enterocele
  - Rectocele
- Del final de la vagina
  - Prolapse uterí

## Tractament
Depenent de la severitat dels símptomes el seu tractament pot ser quirúrgic o conservador amb fisioteràpia del sòl pelvià.